# Стрейтсдолар

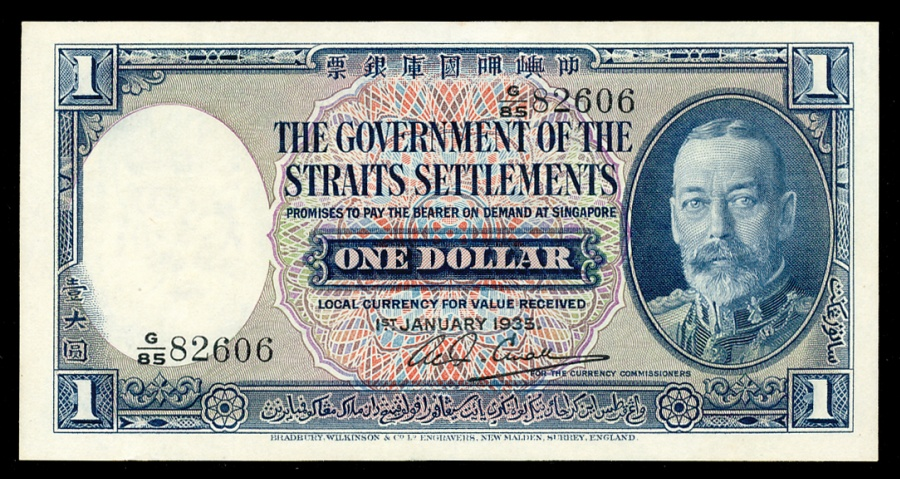

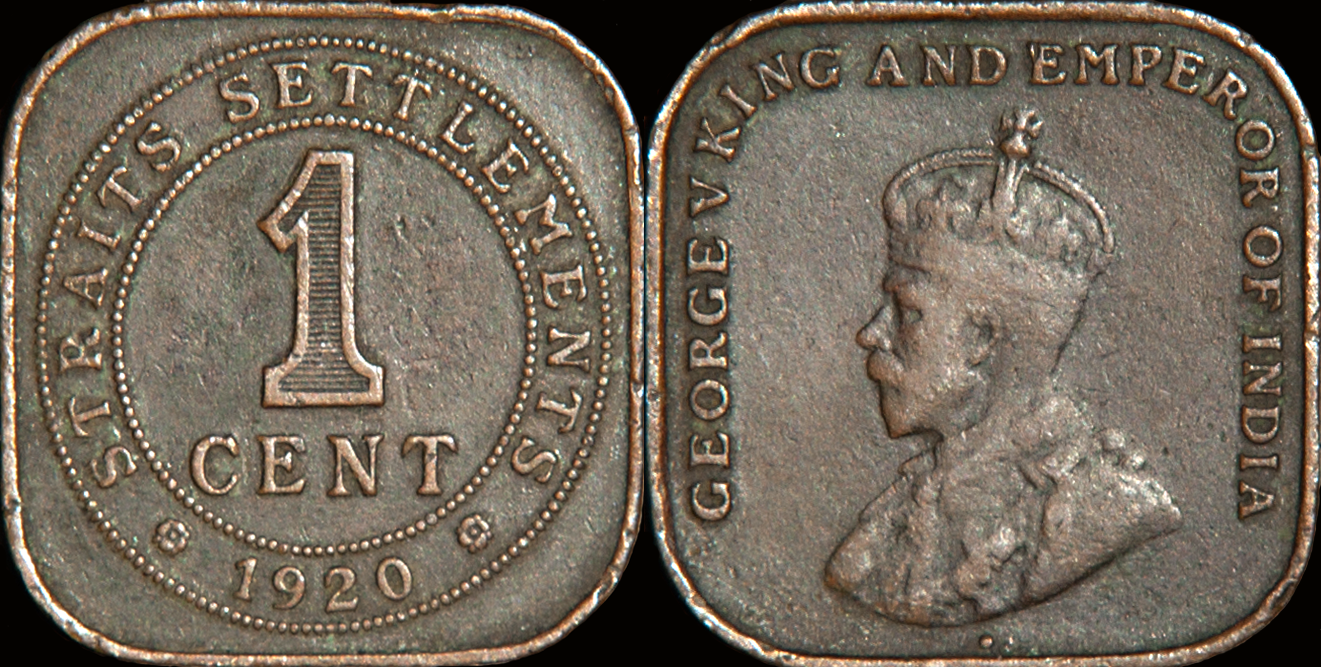

Стрейтс долар був валютою Стрейтс Сетлментс з 1898 до 1939 року. У той же час, він був також використовуваний у Федеративній малайській державі, Саравак, Бруней і британське Північне Борнео.

## Історія
На початку дев'ятнадцятого століття, найбільш поширеною валютою, яка використовується в Ост-Індії був іспанський долар
У 1837 році індійська рупія була зроблена єдиною офіційною валютою в пунктах Стрейтс, як це здійснювалося в рамках Індії. Проте, іспанські долари продовжували циркулювати і у 1845 почалося карбування для розрахунків Стрейтс доларами з використанням системи 100 центів = 1 долар, по відношенню до долара. У 1867 році, адміністрація Стрейтс-Сетлментс була відділена від Індії і долар було зроблено стандартною валютою.
Стрейтс долар був замінений за номіналом на малайський долар у 1939 році.
До сих пір, Бруней і Сінгапур як і раніше використовували наступника цей пристрій, але Малайзія відкололася у 1973 році.

## Монети
Перші монети, випущені для розрахунків Стрейтс у 1845 році було 1/4, 1/2 і 1 мідних центів. Вони були випущені Ост-Індською компанією і не несуть будь-яких вказівок про те, де вони повинні були бути використані. Друге питання з тих же номіналів був проведений у 1862 році урядом Британської Індії. Це був напис "Індія - Стрейтс ".
 У 1871 році срібні монети були випущені в назві врегулювання Стрейтс 5, 10 і 20 центів, а потім мідні 1/4, 1/2 і 1 цент, а у наступному році і срібні 50 центів 1886. Срібні долари були вперше викарбувані у 1903 році. 
Мета цієї акції полягала в створенні окремого значення курсу для долара нових Стрейтс в порівнянні з іншими срібними доларами, які циркулювали в регіоні. Ідея полягала в тому, що, коли значення обміну значно відхилилися від інших срібних доларів, то влада б прив'язала його до стерлінгу на цьому значенні, а значить поклала врегулювання Стрейтс до золотовалютного стандарту. Ця прив'язка сталася, коли долар Стрейтс досяг значення двох шилінгів і чотири пенси проти фунта стерлінгів.
Протягом декількох років, вартість срібла виросла швидко, що робить вартість срібного долара Стрейтс вище, ніж її золотовалютної вартості. Щоб запобігти цим долари від переплавки вниз, новий менший долар був випущений у 1907 році зі зниженим вмістом срібла. Паралельна історія сталася на Філіппінах, в той же час. Останні 1/4 цента монети були випущені у 1916 році. Долари в останній раз були у зверненні у 1926 році, з 1921 р. закінчується виробництво 50 центів. Решта монети були у виробництві до 1935 року.

## Банкноти
Рада уповноважених валюти представив 5 і 10 доларів у 1898 році, а потім 50 і 100 доларів у 1901 році і 1 долар у 1906. 

### Проблеми Стрейтс уряду (1899 - 1942)

#### Королева Вікторія (1837 - 1901)
Уряд Стрейтс-Сетлментс вперше був уповноважений видавати грошові купюри 1897 року, який вступив в дію 31 серпня 1898. Ці зауваження, хоча від 1 вересня 1898 р не були випущені для публіки до 1-го травня 1899. І Chartered банк і Гонконгу та Шанхаї банк продовжував видавати банкноти, які циркулюють пліч-о-пліч з офіційною валютою. Всі банкноти вільно обмінюються з мексиканським доларами або інших різних срібних монет, які були законним платіжним засобом в колонії.

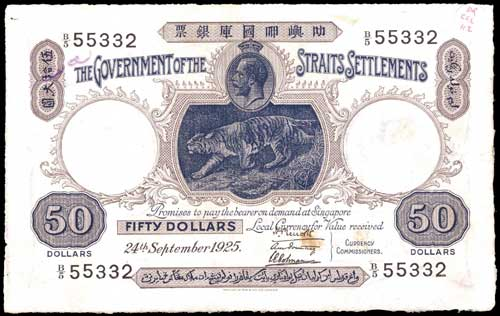

#### Король Едуард VII (1901 - 1910)
Король Едуард зійшов на престол в січні 1901 р попередньому випуску 5-долар записка була майже такого ж розміру і дизайну, як 10-долар. Вона тепер зменшено в розмірах, щоб допомогти визнанням. Серії від 1 лютого 1901 були надруковані Томас де ла Рю & Co. Ltd. в Лондоні.
У 1903 році  було викарбувано срібні монети спеціально для Стрейтс Сетлментс, і це стало стандартною одиницею вартості. Зростання крок в ціні срібла, проте, незабаром змусив уряд зателефонувати в першому випуску цього курсу долара проток і замінити її з монеткою нижньої вмістом срібла. Під час зміни протягом періоду, страх браку монет призвела до введення однієї доларової купюри, фіксований за обмінним курсом по відношенню до золота, а не срібло. Щоб здійснити це, британський золотий государ вперше оголошений законним платіжним засобом, а долар Стрейтс  отримав довільне значення двох шилінгів і чотири пенси стерлінгів. Цей долар до відома виявилася настільки популярною, що вона була збережена у всіх майбутніх випусках, так що в значній мірі замінила потреба в срібних монетах.
By кінець 1906 року, тираж валюти виріс до $ 21866142, в той час як приватний банки впала до $ 1329052 (20-е століття Враження від британської Малу стор. 138). Однодолларовой банкноти, які були від 1 вересня 1906 року, були надруковані лондонській фірмою Thomas De La Rue & Co. Ltd .. п'ять доларів і десять доларів в ноті і від 8 червня 1909 року, були надруковані Томас де ла Рю & Co. Ltd.

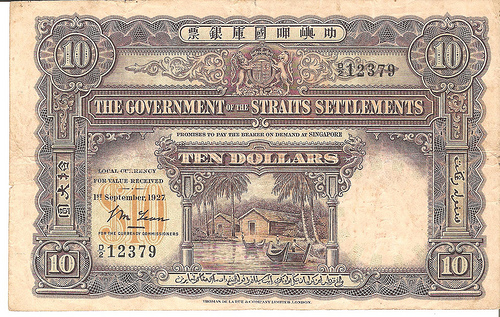

#### Король Георг V (1910 - 1936)
Під час цього царювати діапазон банкнот був продовжений до однієї тисячі доларів для зручності міжбанківських клірингових операцій. У 1915 році було прийнято рішення зробити повну зміну в дизайні купюри доларів 50, 100 і 1000. Ці конфесії вперше були опубліковані для громадськості в лютому 1920 року, жовтні 1919 року і травні 1917 року відповідно. Вони були надруковані Томасом Де ла Рю. 10000 записка була вперше випущена в жовтні 1922.

#### Король Едуард VIII (1936)
Нема спеціального випуску банкнот в ході  короткого царювання.

#### Король Георг VI ( 1936 - 1952)
У вересні 1933 року сер Безіл Філлот Блекетт був призначений державним секретарем у справах колоній, щоб очолити комісію розглянути питання про участь різних малайських держав, в тому числі Брунея, в прибуток і зобов'язань валюти  Стрейтс Сетлментс. Звіт Блекетта рекомендував прерогатива видачі валюти для області повинна бути покладена на пан-малайського валютної комісії. Ця рекомендація була прийнята урядом врегулювання Стрейтс, малайської Федерації і Брунеєм. Законодавство був прийнятий Стрейтс Сетлментс валюти постанови (№ 23) 1938 року й ратифіковано різними державами протягом 1939 року і малайський долар став законним платіжним засобом в Стрейтс Сетлментс.

## Галерея

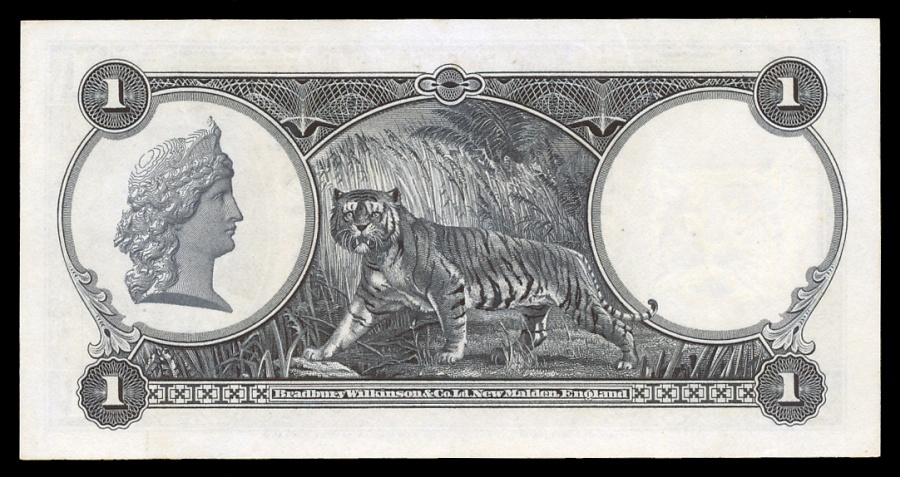
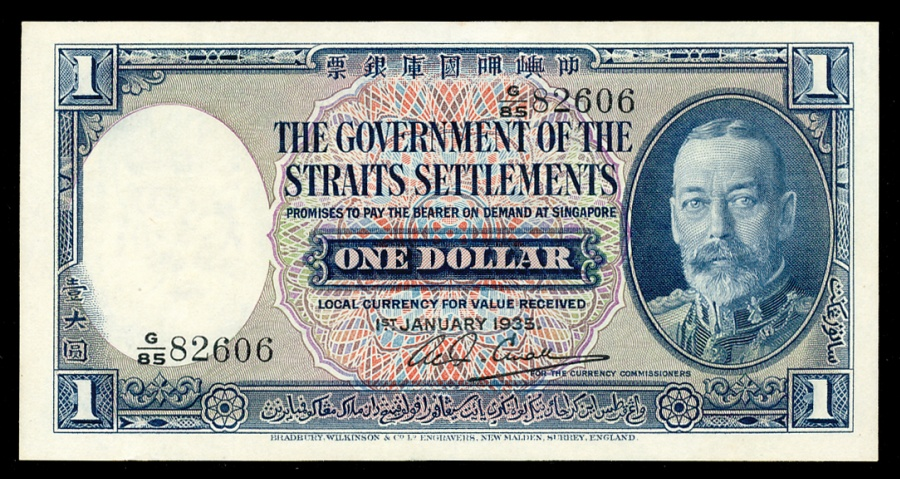
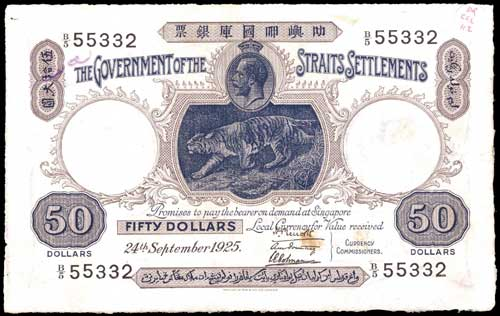
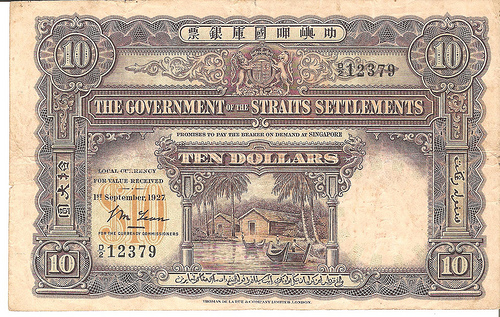
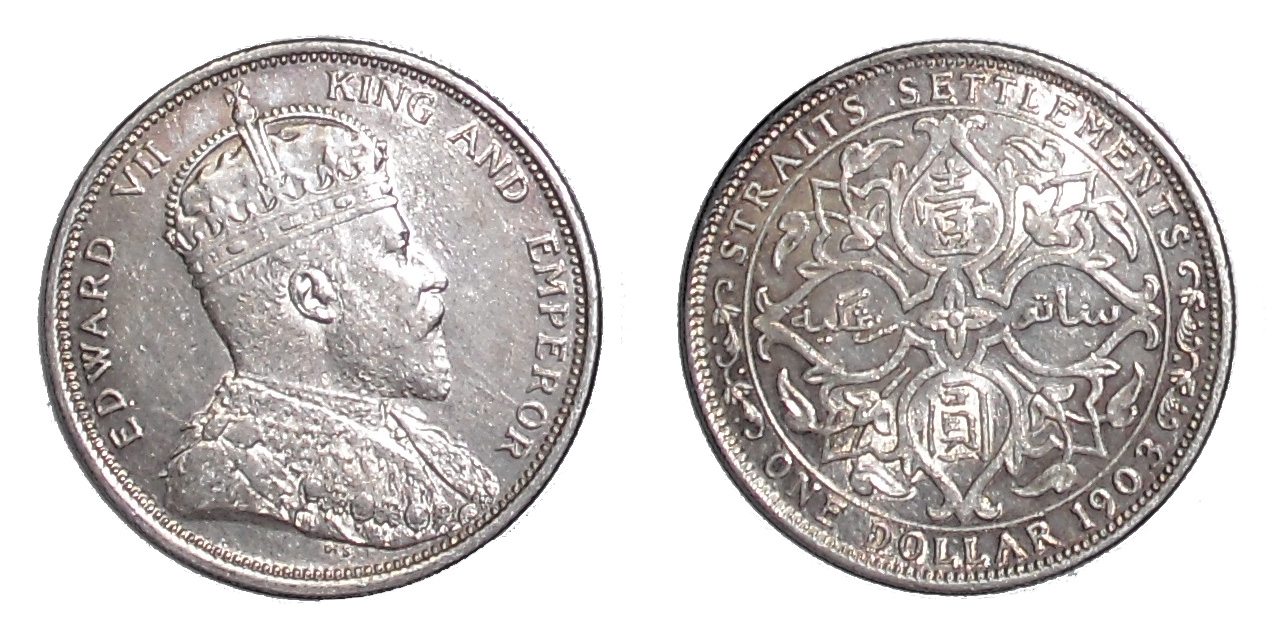
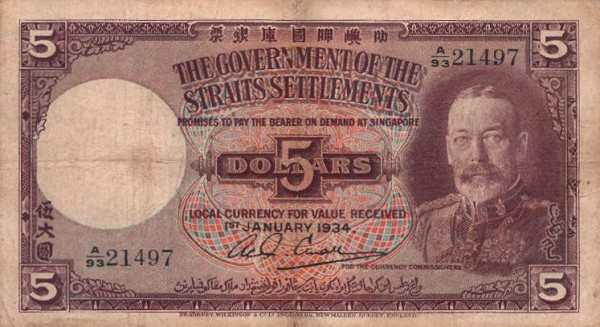
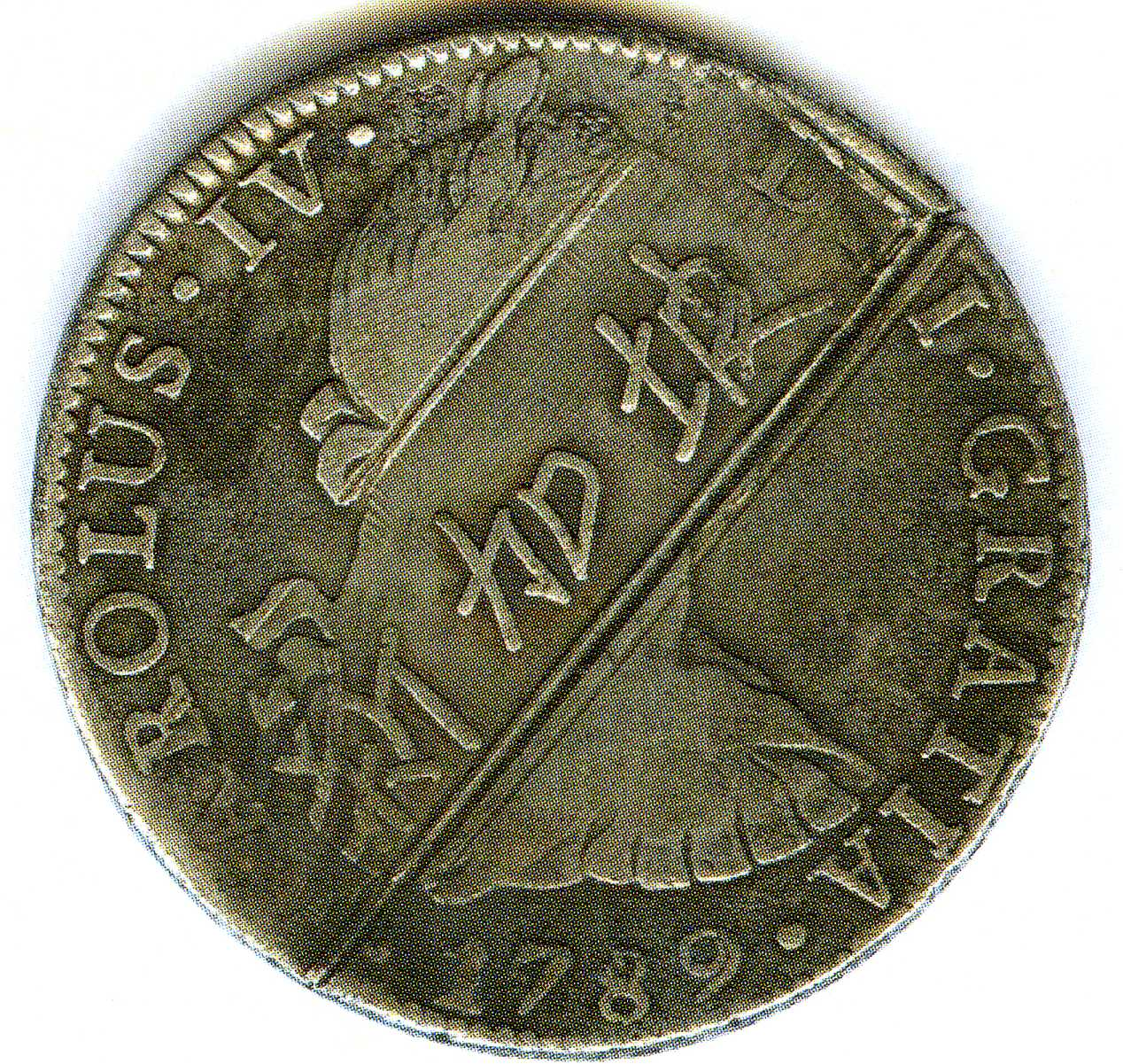
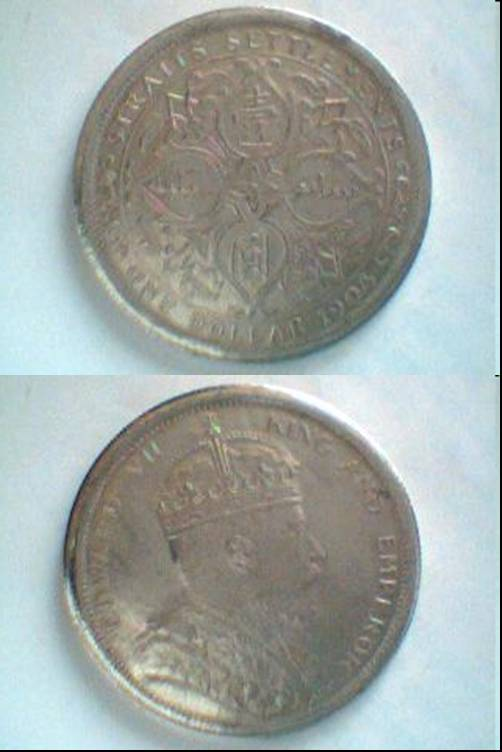